# Zgodność antygenowa
Zgodność antygenowa to stan kiedy ksenobiotyczna substancja nie wywołuje reakcji alergicznej. 
W okresie płodowym następuje w śledzionie polimutacja fragmentu DNA limfocytów. Każdy z nich wytwarza na swej powierzchni przeciwciała. Następnie komórki te przemieszczają się po całym organizmie i ich najróżnorodniejsze przeciwciała są podatne na wiązanie do wszelkich powierzchni danego osobnika. Te które się nie zwiążą powracają do śledziony. W ten sposób następuje molekularne rozpoznanie tego co system odpornościowy uznaje za swoje (to te co zostały) a obce (to te co wróciły do śledziony).
Limfocyty zawarte w śledzionie produkują przeciwciała i te z płynami rozmieszczają się po całym organizmie (poza oczami).
Jeżeli nastąpi wtargnięcie ksenobiotycznej substancji i jest zgodność antygenowa nie przyczepiają się do niej przeciwciała. Jeżeli się przyczepią występuje stan zapalny lub ksenobiotyczna substancja jest zwalczana wspólną akcją limfocytów. Limfocyty mają do dyspozycji szereg procesów, np. podstawnikową metylację, utlenianie, chlorowanie czy po prostu aktywną fagocytozę. 
Jeżeli substancja ksenobiotyczna pojawiła się i uzyskała istotną reakcję ze strony systemu immunologicznego następuje namnożenie się potomstwa tych klanów limfocytów, których przeciwciała były wiążące do ksenobiotyka. W przypadku ponownego kontaktu z ksenobiotykiem następuje zmasowana reakcja i zgodne zwalczanie ksenobiotyka. Uczulenie to stan niezgodności antygenowej wywołany małymi dawkami antygenu, które zamiast odporności wywołują hiperreakcję często kończącą się ujemnymi alergicznymi skutkami dla całego organizmu.
Sterylna czystość w rozwoju osobniczym może być przyczyną tak uwarunkowanych alergii.
Jeżeli jest zgodność antygenowa nie następuje odrzucanie przeszczepów. Wirus HIV powoduje wyniszczenie limfocytów i w późnych stadiach AIDS chory wykazuje bardzo silną zgodność antygenową. Jego organizm nie rozpoznaje co swoje a co obce i dlatego jest podatny na infekcje i proliferacje normalnie rzadko spotykanych nowotworów.